# Anolis muralla
Anolis muralla – gatunek jaszczurki z rodziny Anolidae. Występuje tylko w jednym miejscu: w Hondurasie, w parku narodowym zagrożonym zniszczeniem środowiska. Jest krytycznie zagrożony wyginięciem.

## Systematyka
Zwierzę zalicza się do rodzaju Anolis, należącego do monotypowej rodziny Anolidae. W przeszłości zaliczany był do licznej w gatunki rodziny legwanowatych (Iguanidae).

## Rozmieszczenie geograficzne
Gad ten żyje w północnym Hondurasie na terenie departamentu Olancho, gdzie znajduje się porośnięty lasem mglistym Park Narodowy La Muralla, lokalizacja typowa gatunku i zarazem jedyna, w której go kiedykolwiek znaleziono. Zamieszkuje on na wysokości od 1440 do 1740 m n.p.m.

## Zagrożenia i ochrona
W Czerwonej księdze gatunków zagrożonych IUCN Anolis muralla jest klasyfikowany jako gatunek krytycznie zagrożony (CR, ang. Critically Endangered).
Jaszczurka ta jest rzadko spotykana, a jej liczebność spada. Wspomniany Park Narodowy La Muralla zagrożony jest wylesianiem w celu pozyskiwania drewna i przekształcania terenów na potrzeby rolnictwa. Innym zagrożeniem są też pożary lasów.